# Elvira, Mexiko
Elvira är en ort i Mexiko.   Den ligger i kommunen San Miguel de Allende och delstaten Guanajuato, i den centrala delen av landet, 220 km nordväst om huvudstaden Mexico City. Elvira ligger 2 291 meter över havet och antalet invånare är 229.
Terrängen runt Elvira är kuperad. Runt Elvira är det ganska tätbefolkat, med 111 invånare per kvadratkilometer. Närmaste större samhälle är San Miguel de Allende, 15,1 km nordväst om Elvira. I omgivningarna runt Elvira växer huvudsakligen savannskog.